# 1019
Cette page concerne l'année 1019  du calendrier julien. Pour l'année 1019 av. J.-C., voir 1019 av. J.-C.
L'année 1019 est une année commune qui commence un jeudi.

## Événements

### Asie
- 28 mars[1] : des pirates Jurchen (Toi) débarquent à Iki, dans la province de Tsushima, puis envahissent la côte septentrionale de Kyūshū, au Japon[2].

- 28 avril[3], Japon : Fujiwara no Michinaga, malade, entre en religion et se retire au temple Tōdai-ji[1]. Son fils le régent Yorimichi devient Kanpaku après la majorité de l'empereur[4] (22 décembre).

- Été : fin de la guerre entre les Khitans et le Goryeo, victorieux à la bataille de Kwiju (en)[5].

### Proche-Orient
- 27 janvier (17 ramadan 409) : le calife abbasside de Bagdad Al-Qadir publie sa première profession de foi, la « Risâla al-qâdiriya », épître qui fait du hanbalisme la doctrine officielle du sunnisme[6]. L'enseignement des autres doctrines est condamné (Chiisme, motazilisme, acharisme…)[7]. Toute nouvelle interprétation du Coran est interdite, ce qui participe au déclin de l'Empire arabe en arrêtant brusquement les innovations culturelles[8].

### Europe
- Fin 1018 - début 1019 : raid sarrasin contre Narbonne[9].
- Fin février ou début mars : Robert le Pieux, roi de Francie occidentale, part pour un pèlerinage à Rome apporté par Helgaud (1019-1020). Il effectue une tournée de 1500 km en Aquitaine et en Languedoc. Il visite Bourges, Brioude, Le Puy, Nîmes, Saint-Gilles, Castres, Toulouse, Conques, Rodez, Aurillac, ville dont il honore les sanctuaires. Il évite Clermont, en Auvergne où règne un profond désordre, sorte de guerre civile mettant aux prises angevins et famille des Clermont pour le contrôle du titre comtal, depuis 1013-1016. Il est de retour à Orléans le 17 avril 1020[10].
- 24 juillet : Iaroslav, aidé par les Scandinaves, bat son frère Sviatopolk Ier, abandonné par ses alliés Polonais, sur la rivière Alta, au sud-est de Kiev. Sviatopolk est tué dans sa fuite[11]. Iaroslav le Sage (Iaroslav Vladimirovitch) devient grand-prince de Kiev (fin de règne en 1054). Il épouse Ingigerdhr, fille de son allié le roi de Suède Olav Skötkonung[12] et règne conjointement avec Mstislav le Brave de 1024 à 1036.
- 19 août : consécration du chœur de l’église Saint-Philibert de Tournus[13].
- 11 octobre : consécration de la cathédrale de Bâle[14].
- Hiver 1019 - 1020 : Le roi d'Angleterre Knut se rend au Danemark[15].